# 帕尔芒捷站

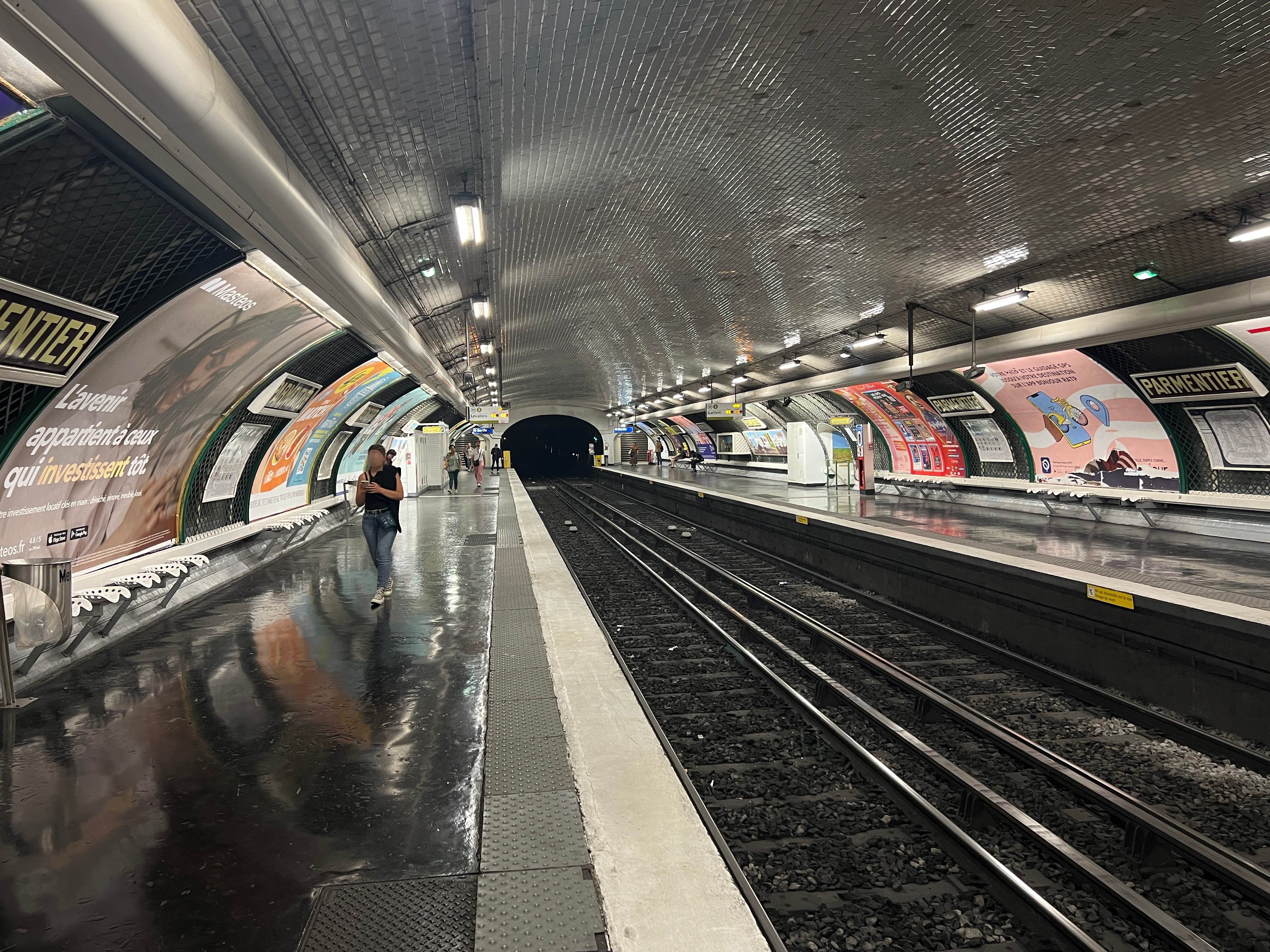
月台 (2022年6月)

帕尔芒捷站（法語：Parmentier）是巴黎地鐵3號線的一個車站，開業於1904年10月19日。帕尔芒捷站是巴黎地鐵3號線第一個開通區間的車站之一，位於纪念安托万·帕尔芒捷的帕尔芒捷大道。

## 車站結構
| 街道層    |                    |                             |
| B1        | 夾層               |                             |
| 3號線月台 | 側式月台，右側開門 | 側式月台，右側開門          |
| 3號線月台 | 西行               | 往勒瓦卢瓦桥-贝孔（共和站） |
| 3號線月台 | 東行               | 往加列尼（聖莫爾路）        |
| 3號線月台 | 側式月台，右側開門 |                             |